# Szuzuni járás

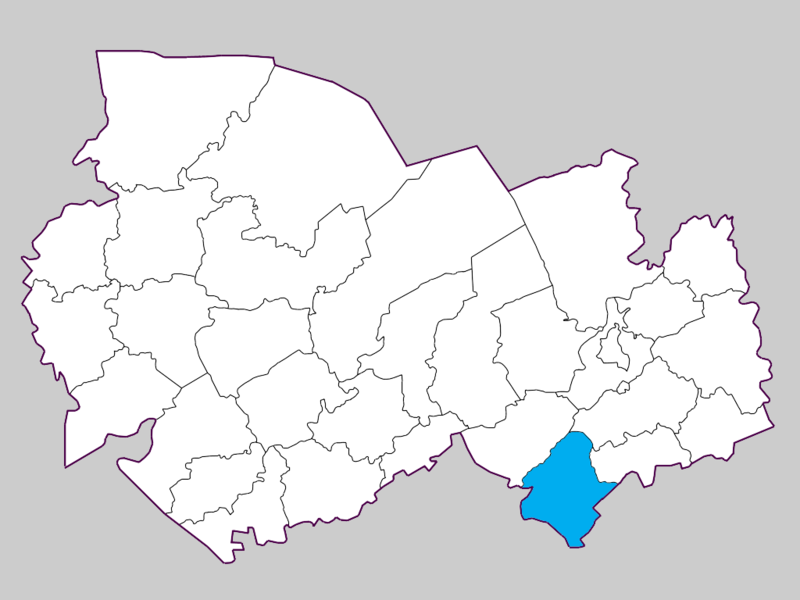
A Szuzuni járás a Novoszibirszki területen

A Szuzuni járás (oroszul Сузунский район) Oroszország egyik járása a Novoszibirszki területen. Székhelye Szuzun.

## Népesség
- 1989-ben 35 677 lakosa volt.
- 2002-ben 34 917 lakosa volt.
- 2010-ben 32 592 lakosa volt, melyből 30 237 orosz, 1 372 német, 227 ukrán, 136 tatár, 104 örmény, 51 csuvas, 50 fehérorosz, 37 mordvin, 23 kazah, 22 tadzsik, 20 azeri, 10 moldáv stb.